# Coupe du Liechtenstein de football 1986-1987
Navigation
Édition précédente Édition suivante
La coupe du Liechtenstein 1986-1987 de football est la 42e édition de la Coupe nationale de football, la seule compétition nationale du pays en l'absence de championnat.
La finale est disputée à Ruggell, le 28 mai 1987, entre le FC Vaduz et l'USV Eschen/Mauren. 
L'USV Eschen/Mauren remporte le trophée en battant le FC Vaduz. Il s'agit du 4e titre de l'histoire du club dans la compétition.

## 1ertour
L'USV Eschen/Mauren, le FC Balzers et le FC Vaduz sont exemptés de ce tour.
| Équipe 1             | Résultat | Équipe 2       |
| -------------------- | -------- | -------------- |
| USV Eschen/Mauren II | 2 - 1    | FC Schaan      |
| FC Ruggell II        | 2 - 4    | FC Vaduz II    |
| FC Ruggell           | 3 - 2    | FC Schaan II   |
| FC Triesen II        | 3 - 4    | FC Balzers II  |
| FC Triesen           | 4 - 2    | FC Triesenberg |

## Quarts de finale
| Équipe 1             | Résultat | Équipe 2          |
| -------------------- | -------- | ----------------- |
| FC Triesen           | 1 - 3    | FC Balzers        |
| FC Ruggell           | 1 - 2    | USV Eschen/Mauren |
| FC Balzers II        | 2 - 6    | FC Vaduz          |
| USV Eschen/Mauren II | 2 - 1    | FC Vaduz II       |

## Demi-finales
| Équipe 1          | Résultat | Équipe 2             |
| ----------------- | -------- | -------------------- |
| USV Eschen/Mauren | 7 - 2    | USV Eschen/Mauren II |
| FC Balzers        | 1 - 5    | FC Vaduz             |

## Finale
| 28 mai 1987 | USV Eschen/Mauren | 1 - 0 | FC Vaduz | Ruggell |  |
|             |                   |       |          |         |  |